# Mauremys reevesii
Espèce
Synonymes
- Emys reevesii Gray, 1831
- Emys vulgaris picta Schlegel, 1844
- Emys japonica Duméril & Bibron
in Duméril & Duméril, 1851
- Damonia unicolor Gray, 1873
- Geoclemys grangeri Schmidt, 1925
- Geoclemys paracaretta Chang, 1929
- Chinemys megalocephala Fang, 1934
- Chinemys pani Tao, 1985
- Mauremys pritchardi McCord, 1997
- Chinemys reevesii (Gray, 1831)

Statut de conservation UICN

 EN A2bcd+4bcd : En danger
Statut CITES
Émyde de Reeves est une espèce de tortues de la famille des Geoemydidae.

## Répartition
Cette espèce se rencontre :
- en République populaire de Chine ;
- à Taïwan ;
- au Japon ;
- en Corée du Nord ;
- en Corée du Sud.

Elle a été introduite au Timor en Indonésie, aux Palaos et au Timor oriental.

## Étymologie
Cette espèce est nommée en l'honneur de John Reeves (1774-1856).

## Publication originale
- Gray, 1831 : Synopsis Reptilium or short descriptions of the species of reptiles. Part I: Cataphracta, tortoises, crocodiles, and enaliosaurians. Treuttel, Wurz & Co., London, p. 1-85 (texte intégral).